# Adam Soudi
Adam Soudi (en arabe : آدم سودي), né le 18 mars 2009 à Marseille, est un footballeur marocain qui joue au poste de défenseur central au Toulouse FC.

## Biographie

### Carrière en club
Né à Marseille en France, Adam Soudi est formé par les Minots de Marseille, fréquentant le pôle espoir d'Aix, avant d'intégrer le centre de formation du Toulouse FC,.

### Carrière en sélection
Adam Soudi est d'abord convoqué avec les moins de 16 ans français en 2024.
En mars 2025 il est sélectionné avec l'équipe du Maroc des moins de 17 ans pour participer à la Coupe d'Afrique des nations des moins de 17 ans qui a lieu en mars puis avril à domicile,.
Remplaçant au poste de défenseur central lors de la compétition, Soudi figure sur le banc de touche alors que le Maroc atteint la finale du tournois après sa victoire aux tirs au but face à la Côte d'Ivoire (0-0 dans le temps réglementaire),, et remporte la compétition après un autre match nul et vierge (4-2 aux tirs au but) face au Mali. Les marocains remportent ainsi le premier titre de leur histoire dans la compétition,,.

## Palmarès
Maroc -17 ans
- Coupe d'Afrique des nations
  - Champion en 2025